# クラシックダンジョン
クラシックダンジョン（英：Cladun）は、日本一ソフトウェアより発売されているアクションRPGのシリーズ。
あらゆる場所とつながっている世界「マノアカズ」が舞台で、様々な経緯でこの世界にやってきたキャラクターたちがダンジョンを冒険する。
ドット絵やチップチューンを用いたレトロゲームのような作風で、操作キャラクターをゲーム内のエディタで自由に描画できるなどの多様なカスタマイズ要素が特徴となっている。

## クラシックダンジョン 〜扶翼の魔装陣〜
『クラシックダンジョン 〜扶翼の魔装陣〜』（クラシックダンジョン ふよくのまそうじん、英題：Cladun: This is an RPG）は、2010年2月18日にPlayStation Portable用ソフトとして発売された。

### ゲームシステム
キャラクターメイキング
名前・性別・職業の他、キャラクターの顔、酒場で話しかけると返してくれる台詞、クリア後に出現するダンジョンに出現するキャラクターごとのラスボスも決めることができる。
エディット機能
顔グラフィックは前・右・左・後ろの4つをそれぞれ18×18のドットで描くことができる。髪型のパーツもある程度用意されている。作成すれば自動でアニメーションする。
職業
レベルが10以上になると「転職」ができるようになり、レベルは1になるがそれまでに覚えた技・魔法、魔装陣、転職前のある程度の能力を引き継ぐ。
- 戦士 - 平均的な職業。どの能力も満遍なく成長する。覚える魔装陣も平均的。
- ドラグナー - 戦闘に特化した職業。ATKが高い。覚える魔装陣はATK重視。
- ガーディアン - 防御特化の職業。DEFが高く、回復魔法「ヒール」が使える。覚える魔装陣は成長ボーナスがあるものが多い。
- 魔術師 - 魔法特化の職業。SP、マナが高い。覚える魔装陣はSP重視でHP、DEFが低い。
- 商人 - どの能力も低め。覚える魔装陣はテクニカルなものが多い。

魔装陣
マスの上に「主役」と「脇役」を配置し、主役の能力強化を行えるシステム。職業ごとに様々な魔装陣を習得できる。
主役を中心とし、その周りに脇役を配置していく。脇役は主役の盾となり、敵の攻撃を主役に代わって受ける。脇役マスには何もないマスと、配置すると主役の成長率が上がる「ボーナスマス」が存在する。脇役マスの横には、アイテム「アーティファクト」を配置することで主役のさらなる能力強化を行える「アーティファクトマス」、何も置けず「脇役のHP減少」「受けたダメージを他の脇役に分散」などの効果を持つ「固定マス」が存在する。アーティファクトはキャラクターが持つパラメータ「マナ」によってどの程度置けるかが決まる。
主役の状態でレベルアップするとHPとマナが、脇役の状態でレベルアップするとATK、DEFが大きく上がる。
装備品
装備品にはそれぞれ「称号」が付いており、これによって装備品の能力が変化する。
- つるぎ - 通常攻撃を3連続で出せる。
- どんき - 叩属性を持ち、ヒビの入ったブロックを破壊できる。また溜め攻撃により、広範囲の敵にまとめてダメージを与えられる。武器を振る速度は遅い。
- つえ - 遠距離を攻撃できる魔力弾を放てる。魔法の消費SPを半減させられる。

わざ・魔法
「わざ」は装備している武器を生かした攻撃技、「魔法」はダメージを与えたり能力を下げたりと様々な効果を持つ。どちらも「SP」を消費する。
拠点
ダンジョンに向かうための拠点には、以下の施設が存在する。
- ショップ - アイテムの売り買いが可能。
- 酒場 - 作成したキャラクターが集まる。
- 木の洞穴（西） - 転職やステータスの評価が行える。
- 木の洞穴（南東） - バッドエンディングを見ることができる。

ダンジョン
- ダンジョン - ストーリー攻略で進むことになるダンジョン。
- ランジョン - ストーリーには関係のないダンジョン。全99階層で、降りるたびにフロアの構造が変わり、敵が強くなっていく。また、様々な「ゲート」が存在し、通過すると「モンスターのレベル」「アイテム・レアな称号装備の出やすさ」が変化する。クリアすると魔装陣が手に入る。
- ニュージョン - 無限に続くダンジョン。ここでしか使えない「必殺技」がある。

名声
ダンジョンのタイムアタックでハイスコアを出すと増える数値。これが一定以上の時に拠点にいるキャラクターに話しかけると様々な恩恵を得られる。
通信機能
最大4人までで共にダンジョンを攻略したり、キャラクターを戦わせることができる。

### 登場人物（扶翼の魔装陣）
プティング
お宝を求めてマノアカズにやってきた少女。
強欲かつ自己中心的で暴力的な手段もいとわないハタ迷惑な性格。適当なことを言ってココやシャーベットを魔装陣に引き込んだり、デスピナの家の壁を破壊したりしているが全く気にする様子はない。デスピナをして殺しても死なぬと言わしめるほどの凄まじさだが実は不治の病に冒されている。
ソウマ
プティングと共にマノアカズへ迷い込んできた少年。
プティングとは幼馴染であり彼女をプー子と呼ぶが本人は非常に嫌がっている。心配性で暴走しがちなプティングに散々振り回されつつも常に彼女の身を案じている。
ココ
どこからかマノアカズに流れ着いてきた女性口調で話す商人の少年。
途轍もない不幸体質で日常的に何らかのトラブルに見舞われており、元いた街もそれがもとで追い出されているが、本人は気にせずいたって前向きである。
マノアカズでは商店を開き、武具やアーティファクトの売買を行っている。
バトルブロー
最強の盾を求めてマノアカズにやってきた男性。
盾こそ最強と信じて疑わずサンデーに度々戦いを挑んでいるが戦績は一向に振るわない。
サンデー
最強の剣を求めてマノアカズにやってきた女剣士。
腕は立つが人と対面すらできないほどの極度の人見知りで、そのことを密かに悩んでいる。
ドドヒゲ
クロスティヌに連れられてマノアカズにやってきた髭面の男性。
酒場のマスターをしており豪快な口調で話すが何故か時々しとやかな女性口調が混じる。
その正体はとある国の王女で、王位継承の重圧に耐えられず自ら呪いで姿を変えマノアカズに逃げてきた。
彼の酒場ではキャラメイクが可能。
シャーベット
ドドヒゲを付け回す女性。
ドドヒゲからはストーカーだと思われている。
実際は王女護衛の任務を受けた王国の兵士であり、ドドヒゲとその周辺人物に対して目を光らせている。任務には忠実だが融通の効かない堅物で、誰かに命令を受けないと何も出来ない。
ボブ
ヒップホップのような独特の口調で話すアフロヘアーの男性。
デスピナとは顔見知りであるが、あまりの珍妙ぶりにデスピナからは人間ではなく動物のような扱いを受けている。
ヘアスタイルに強いこだわりがあり彼に話しかけるとキャラの髪色を変えることが出来る。
デスピナ
自称大魔術師の少女で本作の舞台となるマノアカズを作った張本人。
俗世間との関わりを嫌ってマノアカズに来たため、プティングをはじめとする来訪者たちを快くは思っていないが追い出すことはしない。長期間引きこもっていたため対人恐怖症気味である。
クロスティヌ
人語を話す黒猫で自称由緒正しき家柄。
ドドヒゲをマノアカズに導き、他の人物に対してもマノアカズに来るよう仕向けていた節がある。デスピナは彼を疎ましく思っているが、何らかの魔力が働いているらしく追い払えずにいる。
仮面
マノアカズの各所で見かけられる謎の仮面。
元々はデスピナの持ち物であり彼女によって幾度となく捨てられるが、その度に何故か戻ってきている。意思を持っているらしく、浮遊したり言葉を喋ったりする。

### コラボレーション（扶翼の魔装陣）
- プリニー2 〜特攻遊戯! 暁のパンツ大作戦ッス!!〜 - アサギ8bitが登場。
- 3Dドットゲームヒーローズ - DLCパック第4弾に本作の10キャラクターのデータが入っている。
- 月刊ComicREX - 『がんばれ!消えるな!!色素薄子さん』の色素薄子、『とんぬらさん』のとんぬら、『かんなぎ』のナギの「おえかきデータ」を公式サイトでダウンロードできる。

### 主題歌（扶翼の魔装陣）
オープニングテーマ「キミが宝物」
歌：江幡育子、作詞：姉馳いこ、作編曲：筒井香織
エンディングテーマ「絆はここに」
歌：A.m.u.、作詞：江幡育子、作編曲：大山曜

### サウンドトラック
- クラシックダンジョン 〜扶翼の魔装陣〜 オリジナルサウンドトラック（2010年3月25日発売）

## クラシックダンジョンX2
『クラシックダンジョンX2』（クラシックダンジョンエックスツー、英題：Cladun X2）は、PlayStation Portable版が2011年3月24日に、Steam版が2012年8月14日に発売された。

### 『X2』からの新要素
- 表情やアニメーション部分を自作可能な「アドバンスドモード」が追加[4]。
- 武器・防具の見た目や説明文[4]、キャラクター同士の相関図を作ることができる[4]。
- BGMをMMLで自作することが可能。本作を開発したシステムプリズマの別ソフト『DOT DEFENSE』で作成したものをそのまま流用できる。『X2』の公式サイトではパソコン上でBGMを作成・再生可能なツールが配信されている。
- 『扶翼の魔装陣』で作成したグラフィックデータを読み込むことが可能。
- 職業ごとに様々な効果を発揮する「ジョブスキル」が追加[5]。
- 新たな職業の追加
  - セイント - 回復魔法を使える。不死型モンスターにとどめを刺せる[1]。
  - レンジャー - 草地などの地形で素早く移動可能[1]。
  - 忍者 - 移動速度が速い[5]。
  - 魔法剣士 - 肉弾戦・魔法戦の両方をこなせる[6]。
  - 呪術師 - 攻撃魔法に特化している[6]。
- 「称号」を最大4つまで付けることができる[1]。
- 装備の追加
  - 弓 - 威力が低いが、離れた敵に攻撃できる[1]。
  - たんけん - 攻撃のスキが短い[1]。
  - ヤリ - 攻撃範囲がやや広いが、敵が近すぎると当たらない[1]。
  - 盾 - 盾を構えた際のDEFを上げる。構えたまま攻撃を受け続けるとDEFは減っていく。
  - 鎧 - DEFを上げ、属性耐性を変化させられる。
- 威力は高いが暴発することもある魔法「禁呪」が登場[7]。
- 新規ダンジョン
  - ネオジョン - 5種類のゲートを通り地下99階を目指すダンジョン。くぐるゲートによって敵の強さなどが変化する[8]。
  - サンジョン - 普通の「ノーマル」、強い敵が出現する「カオス」、レアな装備品が手に入りやすい「ヘブン」の3つのダンジョンを行き来し地下99階を目指すダンジョン[8]。

### 登場人物（X2）
主人公
ゲーム開始直後に作成されるプレイヤーキャラ。
囚人としてマノアカズにやってきたが、当人には犯したとされる罪に関する記憶が全くない。マノアカズから出るためパルシュマンに協力し、ダンジョンを攻略していくこととなる。
見た目や性別などを自由に設定できるためイベント時に一切の台詞はなく、また、複数のキャラを作成していた場合はイベント発生時に主役を務めていたキャラクターが主人公として扱われ、イベント内容が変化することはない。
パルシュマン
流刑地マノアカズの管理人である隻眼の青年。
流行のものと強い者とを好む。主人公の強さを見込んで便宜を図る代わりにデスグラトン退治を持ちかけた。
元々は他の3人もデスグラトンと戦わせるために呼び込んだのだが、一向に戦いに出ない3人に失望している。
ペコラ
ムートンやラムと共に主人公より先にマノアカズに居た少女。
気ままなマノアカズでの生活を満喫しており、囚人であることは全く気にしていない。
おっとりとしていて争いを好まない性格で、ダンジョンへ出ることはもちろん仲間内での喧嘩も極力避けたがっている。そのためか、言動に他者の顔色を伺うような傾向が見られる。
ムートン
メガネを掛けた本好きの少年。
連日多くの本を読み漁っているため知識は豊富だがそれを鼻にかけることがあり、また本の情報を鵜呑みにしがちである。
ラム
中性的な容貌の女剣士。
他者に責められることを喜ぶ特殊な性格の持ち主。責任感が強く、事あるごとに自らの責任を感じて罰を受けたがる。
剣士としての役割を果たすため三人の中では唯一ダンジョンに行くことがあるが、過去のトラウマから武器を持つことが出来ず、毎回丸腰で出かけてはボロボロになって帰ってくる。
ヴィッダー
言葉を喋る黒犬。
ムートン曰く善良なモンスターだが、パルシュマンの片目を奪っているため、彼からは敵視されている。
主人公に対してダンジョン攻略をやめる様警告するがその真意は不明。
デスグラトン
流刑地マノアカズのダンジョン内で生まれた最強最悪のモンスター。
死と絶望を求めて戦い歩くと言われ、数多くの犠牲の上現在は封印されている。パルシュマンはこれを倒すために主人公たちを呼び寄せた。

### コラボレーション（X2）
- 魔界戦記ディスガイア4 - 風祭フーカとブルカノのおえかきデータを配信[9][10]。
- イースシリーズ - アドル、ドギ、リリア、『英雄伝説VI 空の軌跡』のエステル、ヨシュア、『英雄伝説 零の軌跡』のロイド、ティオのおえかきデータ、日本ファルコム作品のBGMデータを入手できる酒場データ「日本ファルコムの宿酒場」を配信[6]。
- 『P.S.すりーさん』のすりーさん、うぃーさん、せがさん、はこまるさんのおえかきデータ、「アフリカ 〜Africa〜」のBGMデータを入手できる酒場データ「居酒屋りんくす」を配信[6]。
- 『ファントムブレイカー』の美琴、柚葉、稚、芽衣のおえかきデータを入手できる酒場データ「ファントムの酒場」を配信[6]。
- シングル「LEVEL∞」のジャケットの衣装をまとった長谷川明子のおえかきデータ、「LEVEL∞」のBGMデータを入手できる酒場データ「おにぎりの酒場」を配信[6]。

### 主題歌（X2）
オープニングテーマ「Call of the Dungeon」
歌：いとうかなこ、作詞：江幡育子、作編曲：大山曜
エンディングテーマ「Fractal Sign」
歌：A.m.u.、作詞：江幡育子、作編曲：磯江俊道

## クラシックダンジョン 戦国
『クラシックダンジョン 戦国』（クラシックダンジョン せんごく、英題：Cladun Returns: This is Sengoku!）は、PlayStation Vita版が2016年5月26日に、Steam版とPlayStation 4版（欧米のみ）が2017年6月6日に発売された。
本作は戦国武将などが登場する和風の世界観で、舞台はこれまでの作品の「マノアカズ」ではなく「魔の開かず」と表記され、未練を残した魂がたどり着く死後の世界とされている。
マルチプレイに対応しており、他のプレイヤーよりも宝を多く手に入れることを目指す対戦モードや、他のプレイヤーとともにボスを倒す協力モードがある。また、新規ダンジョンとして、協力プレイ向けの超高難易度ダンジョン「デスジョン」が追加された。

### コラボレーション（戦国）
- 日本一ソフトウェア

発売前の2016年3月14日から3月27日までの期間に、日本一ソフトウェアの作品の中からドット絵化して登場してほしいキャラクターの募集が行われ、以下のキャラクターが決定した。
- 魔界戦記ディスガイアシリーズ枠 - エトナ、ヴァルバトーゼ、プリニー
- 魔女と百騎兵枠 - メタリカ、ビスコ、ネザリア、百騎兵
- その他の作品 - アサギ、マローネ（ファントム・ブレイブ）、主人公の女の子（夜廻）

- 日本ファルコム - 『イースVIII -Lacrimosa of DANA-』の主人公のアドル・クリスティン、および『英雄伝説 閃の軌跡II』の登場人物のリィン・シュバルツァーとアリサ・ラインフォルトのおえかきデータを配布[15]。
- エクスペリエンス - 『新釈・剣の街の異邦人 〜黒の宮殿〜』の登場人物のリウ、キョウ、アンナ、およびエクスペリエンスが製作しているWeb番組『くろにゅ〜』に関係するキャラクターのたぬぽん動物Ver.、りっこん動物Ver.、ドクタープリニー、ぱくぱくプリニーのおえかきデータを配布[16]。
- クローバーラボ - 『ゆるドラシル』の登場人物のヴァルキリー、フレイヤ、オーディンのおえかきデータを配布[17]。
- 戦国メイドカフェ＆バー もののぷ - コンセプトカフェ。2016年5月24日から6月12日までの期間、作品の世界観やキャラクターを基にした特製グッズや特別メニューが店内で配布・販売された。また、ゲーム内では、メイド姿の従業員をモチーフにしたキャラクターのドット絵が配布された[18]。

### 主題歌（戦国）
オープニングテーマ「桜花戦嵐」
歌：早乃香織、作詞：早乃香織、作編曲：磯江俊道
エンディングテーマ「Break your heart」
歌：REZZ、作詞：RYUTA、作曲：C、編曲：REZZ+磯江俊道

## クラシックダンジョンX3
『クラシックダンジョンX3』は、Nintendo Switch/PlayStation 5/PlayStation 4用ソフトとして2025年2月27日に発売された。
マップを自作できるようになったほか、作成したマップやキャラクター、BGMを他のユーザーと共有する機能が実装された。

### コラボレーション（X3）
以下のキャラクターのおえかきデータに加え、各キャラクターに関連するマップも配信されている。
- 日本一ソフトウェア[20]
  - 魔界戦記ディスガイアシリーズ - ラハール、フロン、エトナ、アデル、ロザリンド、マオ、ラズベリル、ヴァルバトーゼ、デスコ、キリア、ゼット、ビーコ、フジ、ピリリカ、プリニー（2種）、アサギ、アーチャー
  - マール王国の人形姫 - コルネット（2種）
  - ソウルクレイドル 世界を喰らう者 - ギグ
  - クラシックダンジョン - デスピナ
  - BLUE ROSES 〜妖精と青い瞳の戦士たち〜 - アリシア、ロシェ
  - 魔女と百騎兵 - メタリカ、ビスコ、ネザリア、百騎兵
  - アルカディアスの戦姫 - プリュム、ユニ、ラーツ
  - htoL＃NiQ -ホタルノニッキ- - ミオン
  - 夜廻 - 少女、おばけ
  - クリミナルガールズ2 - クロエ、シノア、ツカサ
  - ロゼと黄昏の古城 - ロゼ
  - 嘘つき姫と盲目王子 - 姫
  - ラピス・リ・アビス - メイド
  - void* tRrLM2(); //ボイド・テラリウム2 - トリコ、ロボット
  - シカトリス - 永宮志弦
  - BAR ステラアビス - サマヨイ
  - ファントム・ブレイブ 幽霊船団と消えた英雄 - マローネ
  - わるい王様とりっぱな勇者 - ゆう、サカサ[21]
- 香川県 - うどん脳[22]
- 兵庫県福崎町 - ガジロウ[22]
- ぷりてぃ☆うんこマン[22]
- KEMCO[23]
  - アルファディア - エナジー1417
- カイロソフト - カイロくん、ソフ子姫、秘山ひしょ子、アブファラ国王、ガッデム乳山、トレーダー、バレー部女子、森野クマックス[23]
- 日本ファルコム[24]
  - イースシリーズ - アドル・クリスティン、フィーナ
  - 空の軌跡 the 1st - エステル・ブライト、ヨシュア・ブライト
- シティコネクション[25]
  - 忍者じゃじゃ丸くん - じゃじゃ丸くん、おゆき
- 株式会社瀬戸内百姓 - 怪獣レモン（2種）[26]
- あみあみ - あみこ、りるこ[27]
- おざなりダンジョン - モカ、ブルマン、キリマン、奥さん、白のマスター、キートン、ファルコ、トビ・アズサ、エルザ[28]
- 工画堂スタジオ[29]
  - シンフォニック＝レイン - トルティニタ・フィーネ、アリエッタ・フィーネ
  - 蒼い海のトリスティア〜発明工房奮闘記〜 - ナノカ・フランカ
  - 覇邪の封印 - アーガス、ガイ、トレモス、メディア、妖精
- 東方プロジェクト - 博麗霊夢、霧雨魔理沙、チルノ、十六夜咲夜、レミリア・スカーレット、フランドール・スカーレット、魂魄妖夢、藤原妹紅、古明地さとり、古明地こいし[30]
- SUNSOFT[31]
  - いっき - 権べ、田吾、忍者黒、忍者赤、腰元
  - へべれけ - へべ、おーちゃん、ぢぇにふぁー、すけざえもん
  - マドゥーラの翼 - ルシア（2種）

### 主題歌（X3）
オープニングテーマ「君の灯火」
歌：江幡育子、作詞：川住かつお、作曲：筒井香織、編曲：磯江俊道
『扶翼の魔装陣』の主題歌「キミが宝物」のアレンジ曲で、歌詞を新たに書き起こしている。